# Nancy Boyd (artiest)
Nancy Boyd, de artiestennaam van Nancy Bruinooge (24 november 1963), is een uit België afkomstige zangeres. Ze had eind jaren 80, begin jaren 90 enig succes met voornamelijk covers.
Haar enige notering in de Nederlandse Top 40 was "Let's hang on" in 1987 van het gelijknamige album dat onder de naam "Nancy Boyd & The Capello's" werd uitgebracht en door Ed Starink en Bert van Breda werd geproduceerd. Hierop verscheen ook de single "Summerwine" met Demis Roussos uit 1986, een productie van Ad Bouman voor het programma Nederland Muziekland van de Veronica Omroep Organisatie. Haar muziekproducties werden uitgebracht door het Nederlandse label BR Music. Enkel haar coverversie van het Golden Earring nummer Just a Little Bit of Peace in My Heart verscheen op het label 'Jaws'.

## Singles
| Single met eventuele hitnotering(en) in de Nederlandse Top 40 | Datum van verschijnen | Datum van binnenkomst | Hoogste positie | Aantal weken | Opmerkingen                                           |
| ------------------------------------------------------------- | --------------------- | --------------------- | --------------- | ------------ | ----------------------------------------------------- |
| Satellites                                                    | 1985                  | 02-03-1985            | tip             |              |                                                       |
| What do I see (The finger of suspicion)                       | 1985                  | 10-08-1985            | tip             | -            |                                                       |
| Do what you want                                              | 1985                  | 07-12-1985            | tip             | -            |                                                       |
| Summerwine                                                    | 1986                  | 10-05-1986            | tip             | -            | met Demis Roussos - nr. 44 in Single Top 100          |
| The shoop shoop song (It's in his kiss)                       | 1986                  | 02-08-1986            | tip             | -            | Nancy Boyd & The Capello's + Darry Campanilla         |
| Tropicana bay                                                 | 1986                  | 29-11-1986            | tip             | -            | met Demis Roussos                                     |
| Let's hang on                                                 | 1987                  | 09-05-1987            | 25              | 5            | Nancy Boyd & The Capello's - nr. 40 in Single Top 100 |
| Maybe I know                                                  | 1987                  | 11-07-1987            | tip             | -            | Nancy Boyd & The Capello's - nr. 56 in Single Top 100 |
| A lover's concerto                                            | 1988                  | 09-01-1988            | tip             | -            | Nancy Boyd & The Capello's - nr. 76 in Single Top 100 |
| Working my way back to you                                    | 1988                  | 10-09-1988            | tip             | -            | nr. 86 in Single Top 100                              |
| Just a little bit of peace in my heart                        | 1990                  | 17-03-1990            | tip             | -            | nr. 69 in Single Top 100                              |
| Kissing the wind                                              | 1991                  | 29-06-1991            | tip             | -            | nr. 55 in Single Top 100                              |